# العذراء والموت (مسرحية)
العذراء والموت، (بالإسبانية: La muerte y la doncella) هي مسرحية من تأليف آرييل دورفمان (تشيلي) صدرت عام 1991، باللغة الاسبانية، عرضت للمرة الاولة في 9 يوليو 1991 على خشبة المسرح الملكي في لندن.
تجري أحداث المسرحية بعد انهيار ديكتاتورية بينوشيه في تشيلي، حين بدأت تتكشف قصص المفقودين واعمال التعذيب في السجون والمعتقلات. باولينا بطلة المسرحية لا تزال تجر جراح السجن والتعذيب، بعد ان تعرضت للاغتصاب والتنكيل من قبل البوليس السري قبل 15 عاماً، حينما كانت طالبة في كلية الطب، حيث كان الاغتصاب والتعذيب يجري على إيقاع الرباعية الوترية «الموت والعذراء» لشوبرت.
بمحض الصدفة تلتقي في بيتها على شاطئ البحر وجهاً إلى وجه بمن كان يشرف على تعذيبها واغتصابها في غرفة الاعتقال، لتستبدل الادوار بين الضحية والجلاد.
ترجمت المسرحية إلى العديد من لغات العالم، وتم استعارة حبكتها لتخاطب اوضاع التعذيب والاضطهاد في مواقع كثيرة من العالم، وتحولت إلى فيلم سينمائي عام 1994، من إخراج رومان بولانسكي، ومن بطولة سيغورني ويفر، وبن كينغسلي، وستيوارت ويلسون.